# Městské opevnění (Mohelnice)
Městské opevnění v Mohelnici je příkladem fortifikační architektury z přelomu 15. a 16. století. Z původního obranného systému ohraničujícího celé historické jádro města se dochovala jedna brána, dvě bašty a několik úseku hradební zdi v celkové délce cca 400 m. Tyto pozůstatky jsou od roku 1958 předmětem památkové ochrany.

## Historie

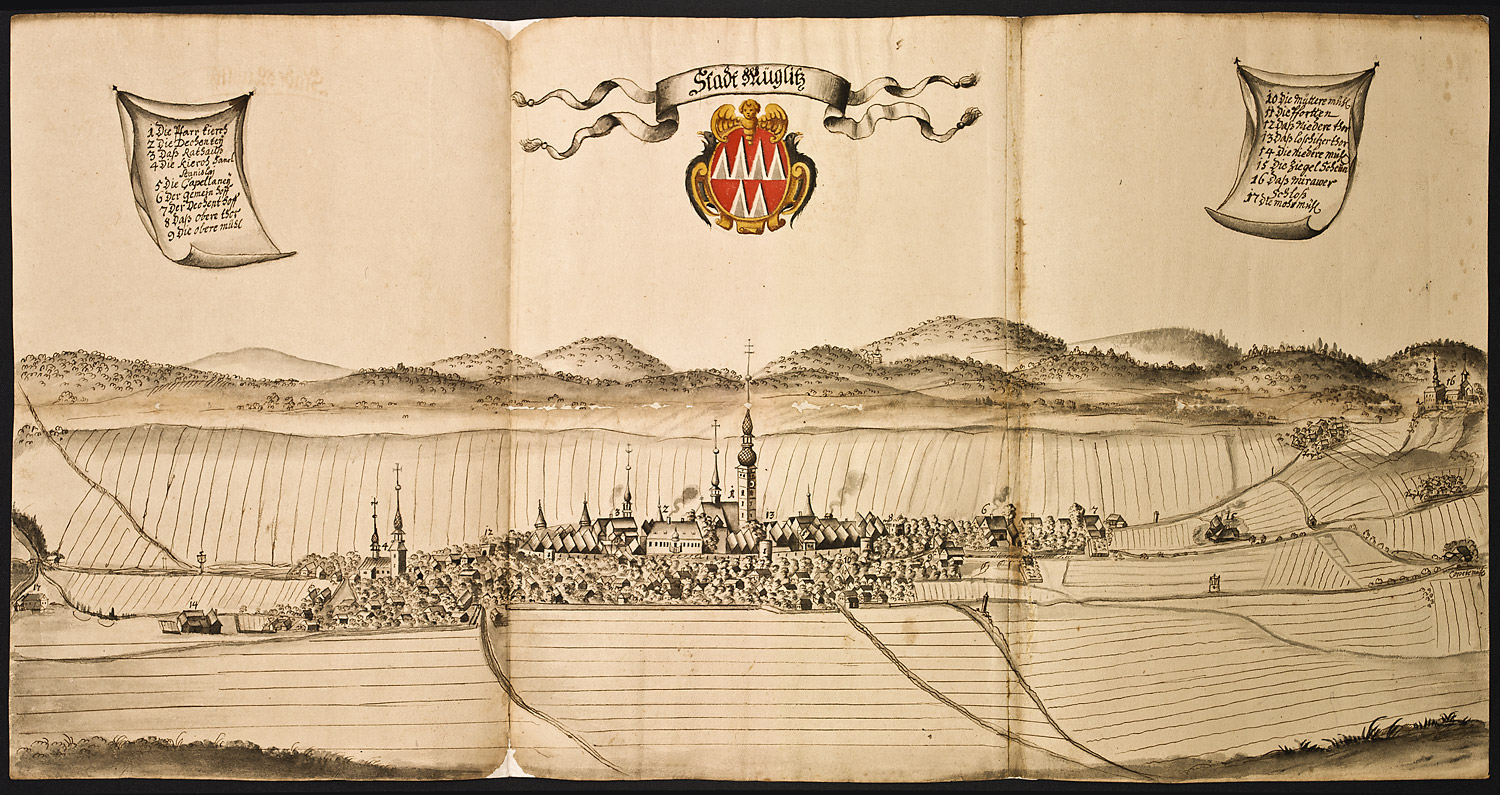
Hradby s baštami na vedutě města – pohled ze severu (po 1730)

Právo opevnit se kamennými hradbami a vodním příkopem bylo Mohelnici uděleno roku 1322 biskupem Konrádem I. se souhlasem krále Jana Lucemburského. Ovšem až do roku 1389 bylo město chráněno pouze valem a příkopem, případně dřevěnými palisádami. Kamenné opevnění měl tehdy jen tzv. Biskupský hrádek (dnes muzeum na Kostelním náměstí) a tvrz Viléma z Miličína (ul. Hradební čp. 17). S budováním městských hradeb se začalo až na konci 15. století, po finančně náročné obnově města zpustošeného husity. Výstavba probíhala nerovnoměrně a několik desetiletí. Dokončení hradeb se datuje rokem 1540 podle letopočtu na Vodní bráně. V období třicetileté války byly brány vybaveny padacími mosty a železnými mřížemi; ani to však Mohelnici neuchránilo od další pohromy, tentokrát požáru založeného Švédy v červnu 1642. Po dalším ničivém požáru v roce 1739 byly hradby postupně rozebírány a na konci 18. století už přímo městskou správou rozprodávány místním občanům jako stavební materiál. K demolici hradeb ve velkém rozsahu došlo ještě v letech 1910–1911 v rámci asanace.
Rekonstrukce dochovaných objektů opevnění probíhala v letech 2004–2017 (parkánová bašta 2004, dům s baštou 2005–2015, Vodní brána 2014, hradební zdi v několika etapách mezi roky 2008 a 2017).

## Popis
Městské opevnění představuje pozdně gotický fortifikační systém, který kolem roku 1730 sestával z hlavní hradební zdi, parkánu, sedmi bašt, čtyř bran, příkopů a valů.

### Hradby

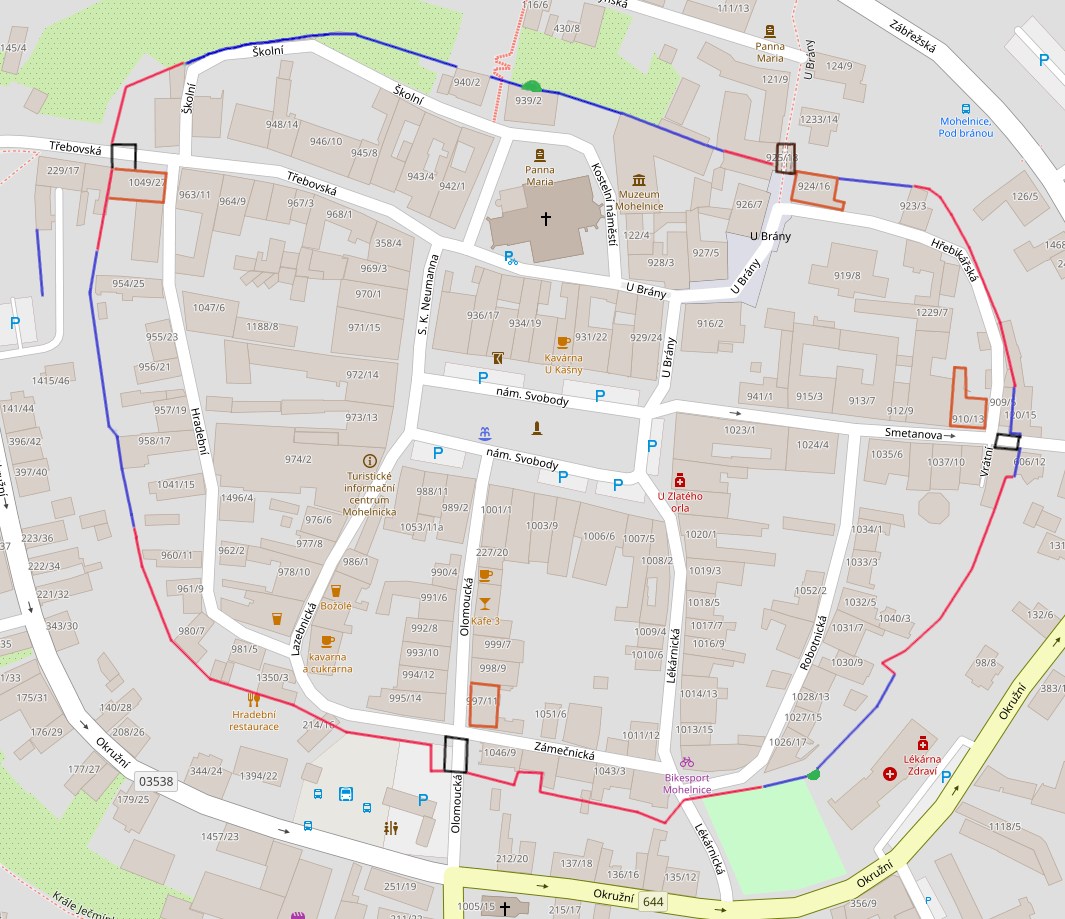
Městské opevnění vyznačené v novodobé mapě (zaniklé bašty nejsou znázorněny)

Hlavní hradební zeď byla postavena z lomového kamene, dosahovala šířky 100–180 cm a výšky až 8 m. Průměrná výška dochovaných fragmentů, které jsou již bez původních omítek, je 2–4 m (max. 7 m). Velká část hradeb byla zničena se záměrem použít kámen jako stavební materiál, některé úseky se staly součástí domů, jiné byly naopak opravovány a dozdívány cihlou. V rámci rekonstrukčních prací ve 21. století byly některé úseky doplněny o cihelné pultové stříšky.

### Bašty
Podle místního kronikáře Andrease Ludwiga Kellera městské opevnění v roce 1727 zahrnovalo sedm „prašných věži“. z nichž se dochovala pouze jediná, a to půlválcová severní bašta, která se stala součástí domu čp. 939 na Kostelním náměstí. Ostatní věže byly zničeny ještě v první polovině 18. století. Zachovala se rovněž parkánová bašta na ul. Okružní za zdravotním střediskem.

### Brány
Hradby uzavíraly oválné městské jádro, do něhož se vstupovalo čtyřmi branami, které měly své strážce a u každé z nich stával pekařský dům.
Jednalo se o tyto brány:

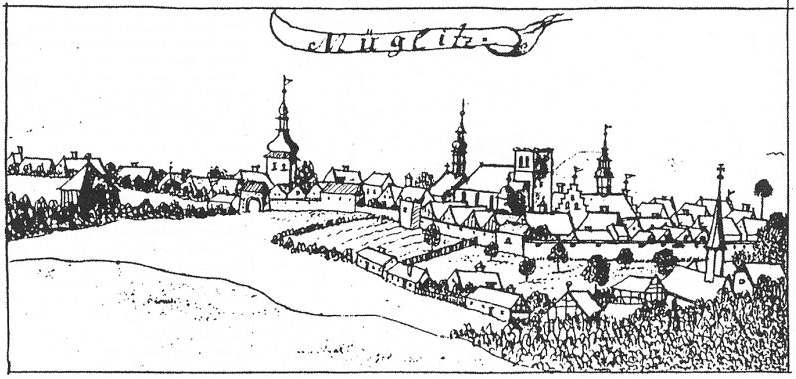
Vodní brána na vedutě z poloviny 18. století

- Horní brána (zvaná třebovská) – nacházela se na Třebovské ulici, zůstalo po ní pouze torzo bosovaného barokního pilíře s upraveným biskupským znakem z roku 1714, původní pekařský dům je na ulici Hradební čp. 27.
- Dolní brána (moravičanská) – stávala ve Smetanově ulici, v roce 1851 byla rozebrána, jediným pozůstatkem je sloup s erbem olomouckého biskupa Stanislava II. Pavlovského na památkově chráněném domě čp. 1 ve Vrátní ulici, pekařský dům je na adrese Smetanova čp. 13.
- Loštická brána – dochoval se pouze pekařský dům čp. 11 na Olomoucké ulici, v srpnu 2003 bylo při výkopových pracích objeveno torzo nároží z pečlivě otesaných kamenných kvádrů, další pozůstatky pak při archeologickém výzkumu předcházejícím rekonstrukci autobusového nádraží v roce 2018.[6]
- Vodní brána (severní, mírovská) – jediná dochovaná brána, těsně přiléhá k pekařskému domu U Brány čp. 16 vystavěnému roku 1597, v jeho štítu jsou dvě půlkruhové niky se sochami sv. Donáta a sv. Floriána; dům i brána jsou památkově chráněny, letopočet 1540 na bráně odkazuje na dobu obnovení opevnění po husitském dobytí města, brána byla opět opravena po požáru v roce 1841, další rekonstrukce proběhly ve 20. století (1931 a 1993).

### Kostelní věž
Součástí obranného systému města byla také věž u kostela svatého Tomáše z Canterbury, která sloužila městským strážím jako hláska. Vznikla v první polovině 14. století, tedy v době, kdy jádro města ještě nebylo uzavřeno kamennými hradbami. Za husitských válek byla věž zničena a do roku 1480 opět dostavěna. Původně byla věž nižší, současné výšky 72 m dosáhla až při přestavbě v roce 1876.

## Galerie

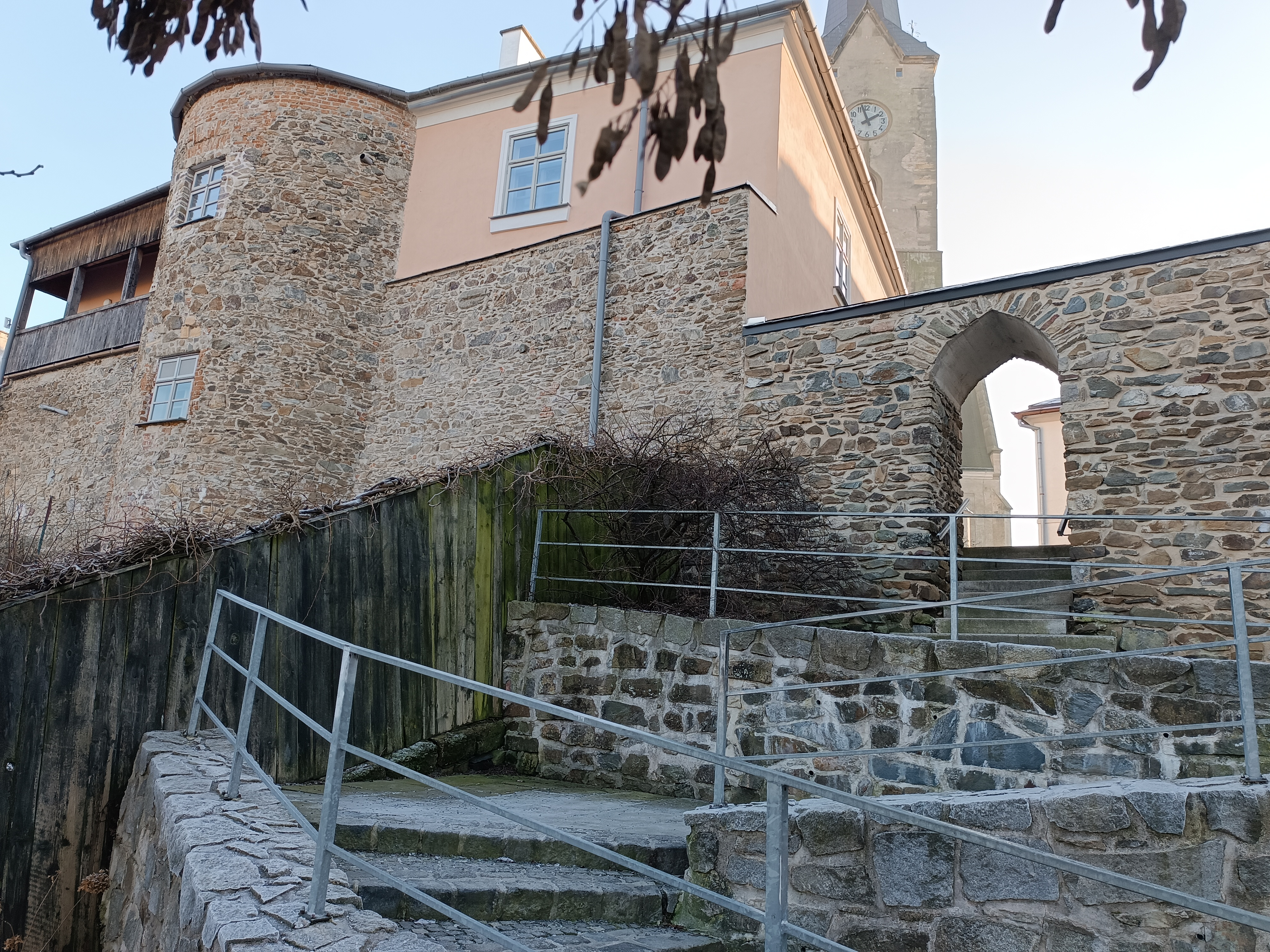
Severní část hradební zdi s domem s baštou a průchodem na Kostelní náměstí
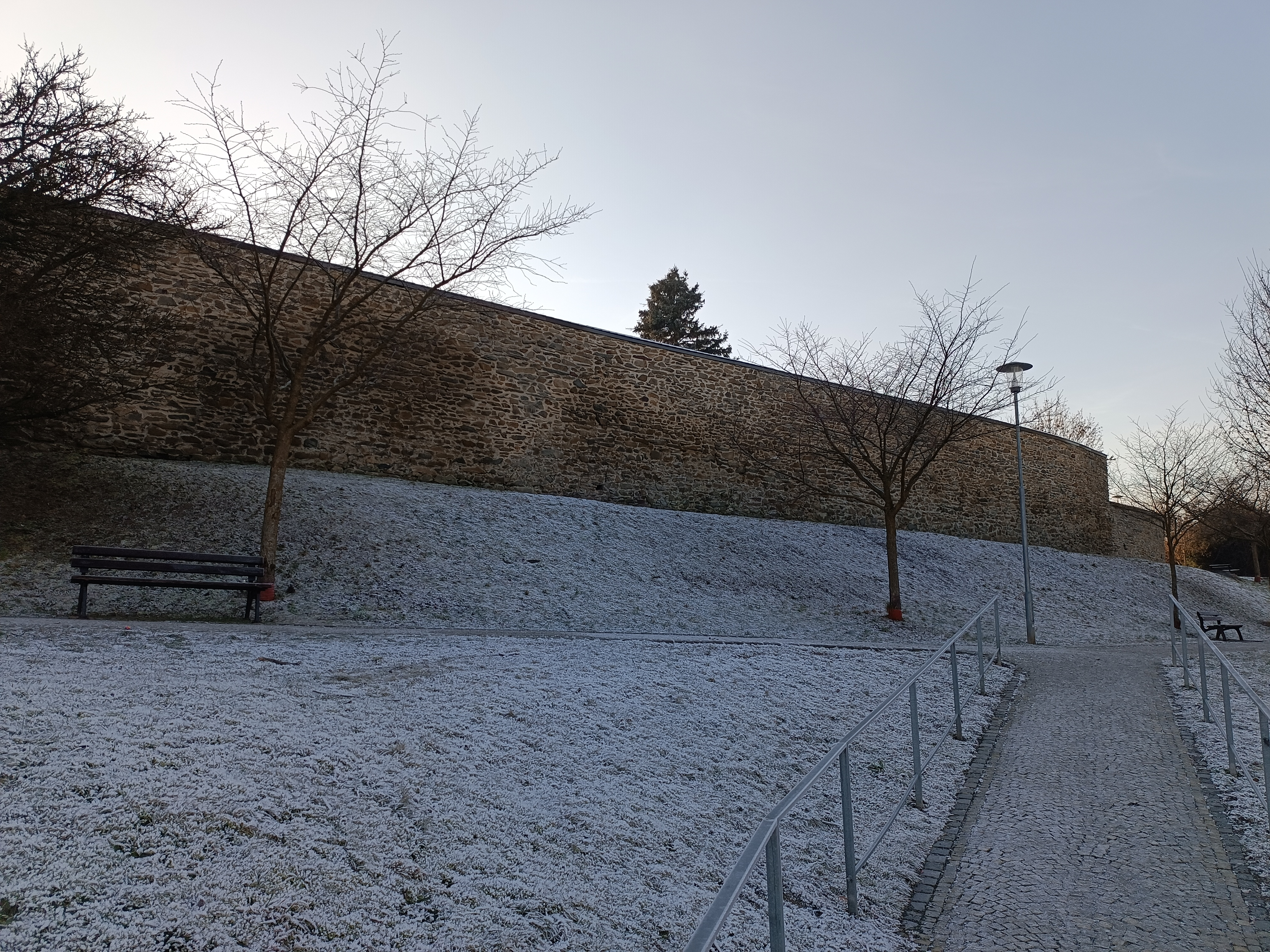
Severní část hradební zdi u Školní ulice
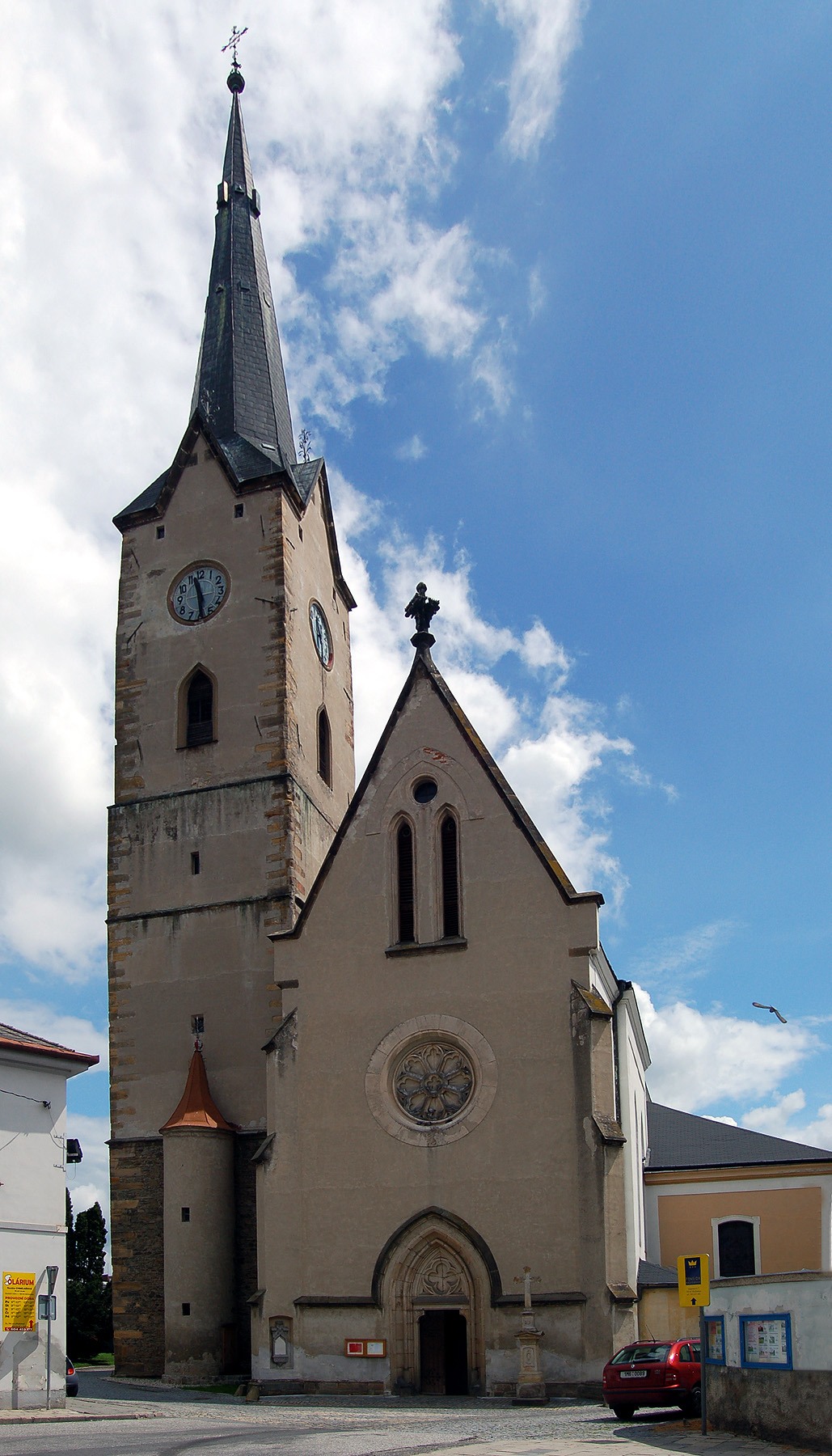
Kostelní (městská) věž
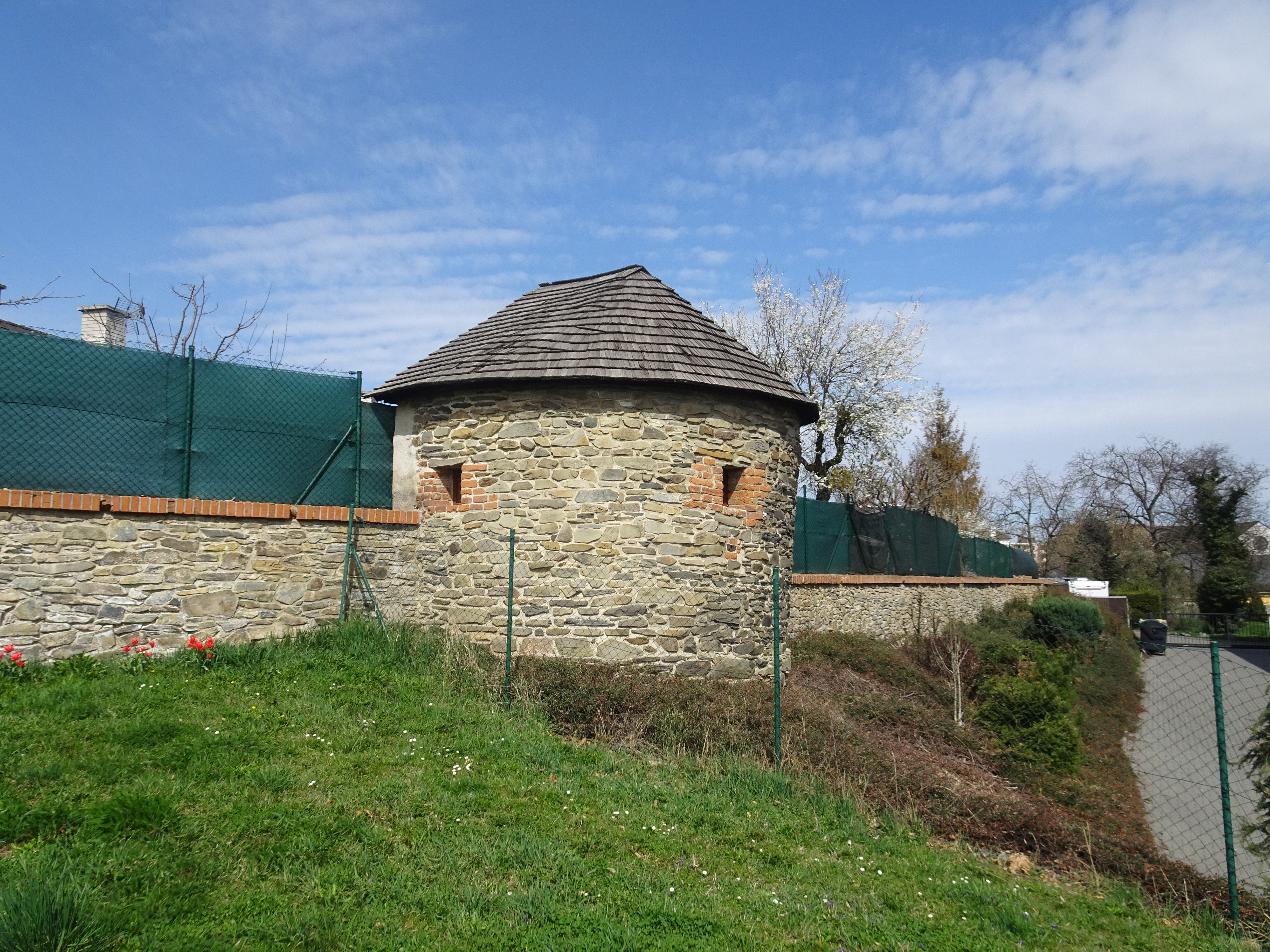
Bašta v Robotnické ulici